# Gaullismo

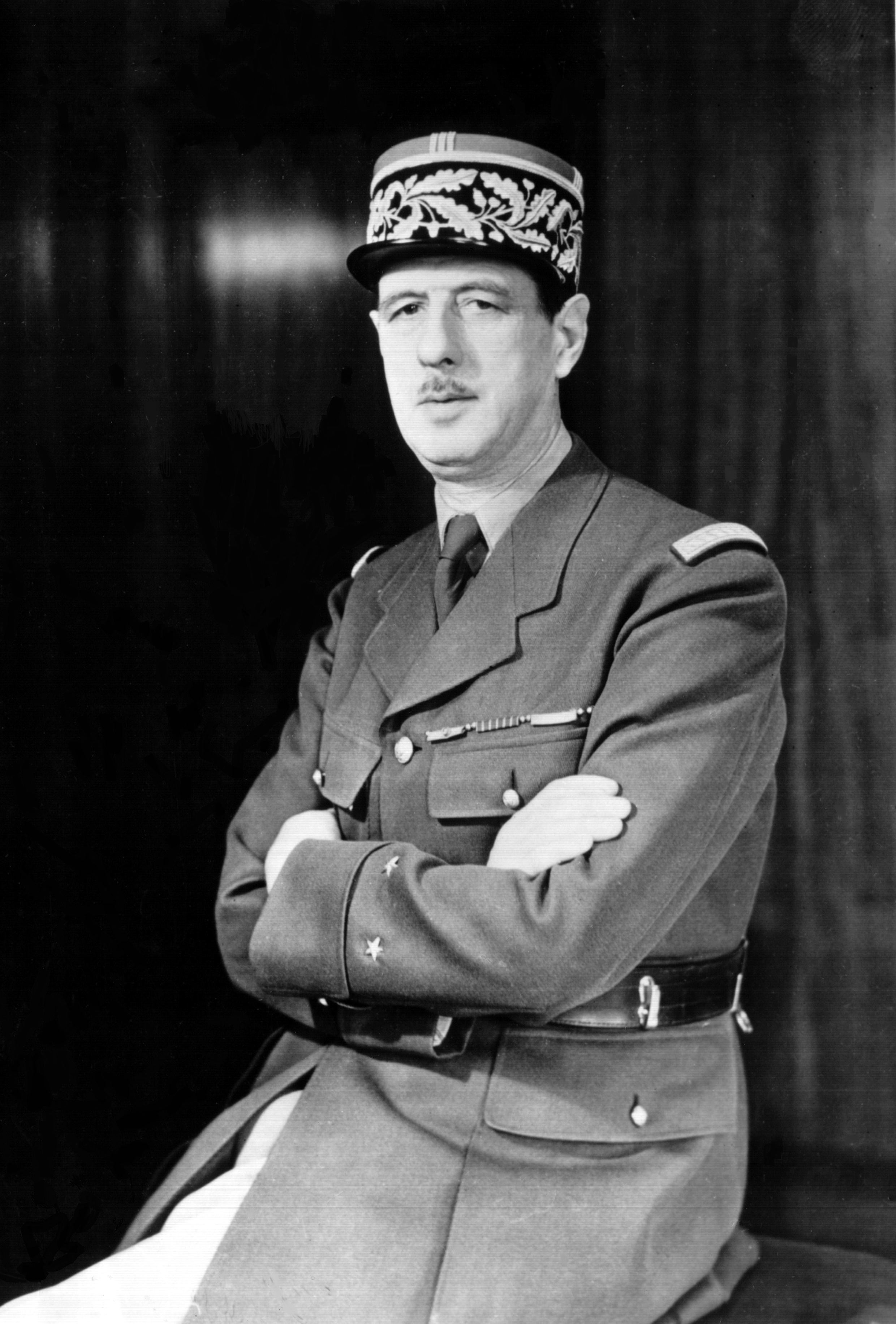
Charles de Gaulle en 1942.

El gaullismo (del francés, Gaullisme), a veces De Gaullismo (pronunciado [golismo]), es una ideología política francesa basada en las ideas y políticas presidenciales de Charles de Gaulle.
Dentro del gaullismo se observan dos tendencias opuestas. Sus simpatizantes aspiran por un lado a un tradicionalismo cultural y social, pero por otro se muestran abiertos a la modernización técnica y económica. Después del fin de la Cuarta República Francesa en 1959, el gaullismo se convirtió en la filosofía fundamental de la Quinta República Francesa, siendo el movimiento político dominante hasta la dimisión de Charles de Gaulle como presidente en 1969.
El gaullismo dio lugar a la creación de varios partidos políticos. Su expresión inicial fue Agrupación del Pueblo Francés (Rassemblement du Peuple Français, RPF) (1947-1952), partido creado y disuelto por el propio general. Posteriormente entre 1953 y 1958 el grupo parlamentario gaullista se denominó Unión de los Republicanos de Acción Social (URAS) y posteriormente republicanos-sociales. 
Más tarde el gaullismo inspiró la ideología de los siguientes partidos políticos (de Gaulle mismo no era militante y se adscribía como independiente) que apoyaban y daban la mayoría parlamentaria al Presidente y que posteriormente continuaron su legado ideológico. Desde entonces hasta la actualidad:
- Centro Nacional de los Republicanos Sociales (Centre national des républicains sociaux, CNRS) (1955-1958)
- Unión para la Nueva República (Union pour la Nouvelle République, UNR) (1958-1962)
- Unión Democrática del Trabajo (Union Démocratique du Travail, UDT) (1958-1962)
- Unión por la Nueva República-Unión Democrática del Trabajo (UNR-UDT) (1962-1967)
- Unión de Demócratas por la V República (UDVe) (1967-1968)
- Unión de Demócratas por la República (Union des Démocrates pour la République, UDR) (1968-1976)
- Agrupación por la República (Rassemblement pour la République, RPR) (1976-2002)
- Movimiento por Francia (1994-2018)
- Unión por un Movimiento Popular (Union pour un Mouvement Populaire, UMP) (2002-2015)
- Agrupación Nacional (2011-en adelante)
- Debout la France (2014-en adelante)
- Los Republicanos (Les Republicains, LR) (2015-en adelante)

## La doctrina y los principios gaullistas
El general de Gaulle fue un político pragmático, que dirigió su actuación según las circunstancias, no rigiéndose de modo general por unos principios inviolables con los que alcanzar los objetivos deseados. Por ello, la valoración de dichos principios no puede entenderse como una doctrina en sentido estricto. El Gaullismo es, en principio, una filosofía política que incorpora los siguientes elementos:
- Francia ha hecho grandes cosas en el pasado, siendo una de las naciones más importantes del mundo, con una tendencia a un destino común de todos los franceses (las Cruzadas y la caballería, el Gran Siglo de Luis XIV y el esplendor de la cultura francesa a través de Europa, con la Revolución francesa o la Batalla de Valmy).
- Por otro lado, Francia ha sentido históricamente la tentación de replegarse debido a sus propias peleas internas (políticas, sociales, intelectuales), razón por la cual habría entrado en decadencia.

En consecuencia, para que pudiese dar lo mejor de ella misma y ponerse a la cabeza de las naciones, Francia debe estar bajo el mando unificador de un jefe / un Estado / un proyecto, articulado por las instituciones políticas (con un bipartidismo eficaz), económicas (ese plan unificador) y sociales (se basa en una fuerte participación social), adecuadas para evitar las luchas internas.
En el seno del Gaullismo se encuentra por tanto esta filosofía patriótica del humanismo, heredera del cristianismo: De Gaulle participó antes de la guerra en círculos demócrata-cristianos, recogiendo también influencias de la Revolución francesa. El propio general declaró alguna vez: "No hay más que una causa que merezca la pena. La causa del hombre". 
Por consiguiente, en el plano político, el Gaullismo tradicional preconiza:
- La independencia de Francia, rechazando los organismos supranacionales (ONU, Comunidad Europea, OTAN), y la influencia de las superpotencias (Estados Unidos) o los poderes económicas y financieras. Esta independencia es defendida en los ámbitos políticos, económicos, culturales, diplomáticos y militares.
- Un poder ejecutivo fuerte (régimen presidencial) y estable (tendencia al bipartidismo para obtener una mayoría clara), pero inmerso en un marco republicano y democrático.
- Una relación directa entre el jefe y el pueblo, obviando la presencia de intermediarios (elección del jefe de Estado en sufragio universal directo, recurriendo frecuentemente al referéndum).
- La agrupación de todos los franceses, más allá de la división izquierda-derecha (que sería fuente de decadencia), a través de la relación directa con el jefe.
- El rechazo al liberalismo económico clásico, en beneficio de una economía orientada por el Estado con una visión voluntarista (planificación, ordenación del territorio, grandes proyectos públicos, keynesianismo, etc).
- El doble rechazo del capitalismo de corte más liberal (como explotación de una clase por otra) y de los socialismos revolucionarios basados en la lucha de clases, a la búsqueda de una “tercera vía” social. Más allá de una protección social avanzada, la participación (en los beneficios, en las decisiones, en la propiedad de la empresa), también denominada "asociación capital-trabajo", debería reconciliar a los franceses entre ellos, sirviendo a los ideales de justicia y eficacia.
- En la práctica, estos principios se plasman en un modelo pragmático que rechaza las cortapisas ideológicas, con vistas a alcanzar los objetivos marcados (independencia y proyección política de Francia en política exterior, unidad interior al servicio de un proyecto patriótico).

## Gaullismos de derecha y de izquierda

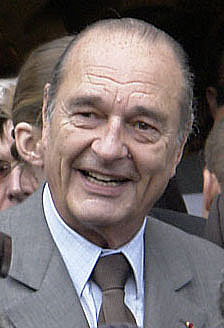
Jacques Chirac, Presidente de la República Francesa de 1995 a 2007.

El Gaullismo, consiguió reunir a hombres y mujeres de todos los orígenes políticos en torno a la acción de un hombre, el Gaullismo es por su propia naturaleza diverso en su composición. Durante la vida del general, esas diferentes sensibilidades desaparecían o se atenuaban a través de su arbitraje. Pero tras su desaparición, las diferentes ramas del Gaullismo se enfrentaron duramente:
- El neogaullismo derechista (representado por Georges Pompidou y Jacques Chirac). Esta corriente, próxima al Gaullismo tradicional de los años 1970, fue paulatinamente volviendo al "molde" del resto de las derechas europeas: los neogaullistas defienden el atlantismo, el liberalismo económico (la conversión se produjo a principios de los años 80) y la construcción europea. Sin embargo, aun siendo partidarios de la OTAN, los neogaullistas defienden también la idea de una Europa potente e independiente de los Estados Unidos. Parte de este ideario se habría materializado con la vuelta en 2009 de Francia a la estructura militar de la OTAN bajo la presidencia de Nicolás Sarkozy, de la que salió en 1966 por decisión del propio De Gaulle.

- El Gaullismo social y patriótico (cuyos representantes serían entre otros Phlippe Séguin y Nicolas Dupont-Aignan): defensores de la democracia social y sin involucrarse en la causa capitalista (reformismo social-demócrata), este Gaullismo, inmerso en la defensa de la independencia nacional y en el papel de Francia en el mundo, es el más próximo al Gaullismo tradicional.

- El Gaullismo izquierdista (entre otros, Louis Vallon o René Capitant), es una fracción que rechaza el capitalismo para construir una tercera vía social. Este sector se vería representado incluso por el pan-capitalismo de Marcel Loichot, que prevé restablecer progresivamente, mediante la práctica de una larga distribución de acciones, el capital de las empresas a manos de sus asalariados.